# Station Putney
Putney is een spoorwegstation van National Rail in Wandsworth in Engeland. Het station is eigendom van Network Rail en wordt beheerd door South Western Railway. 

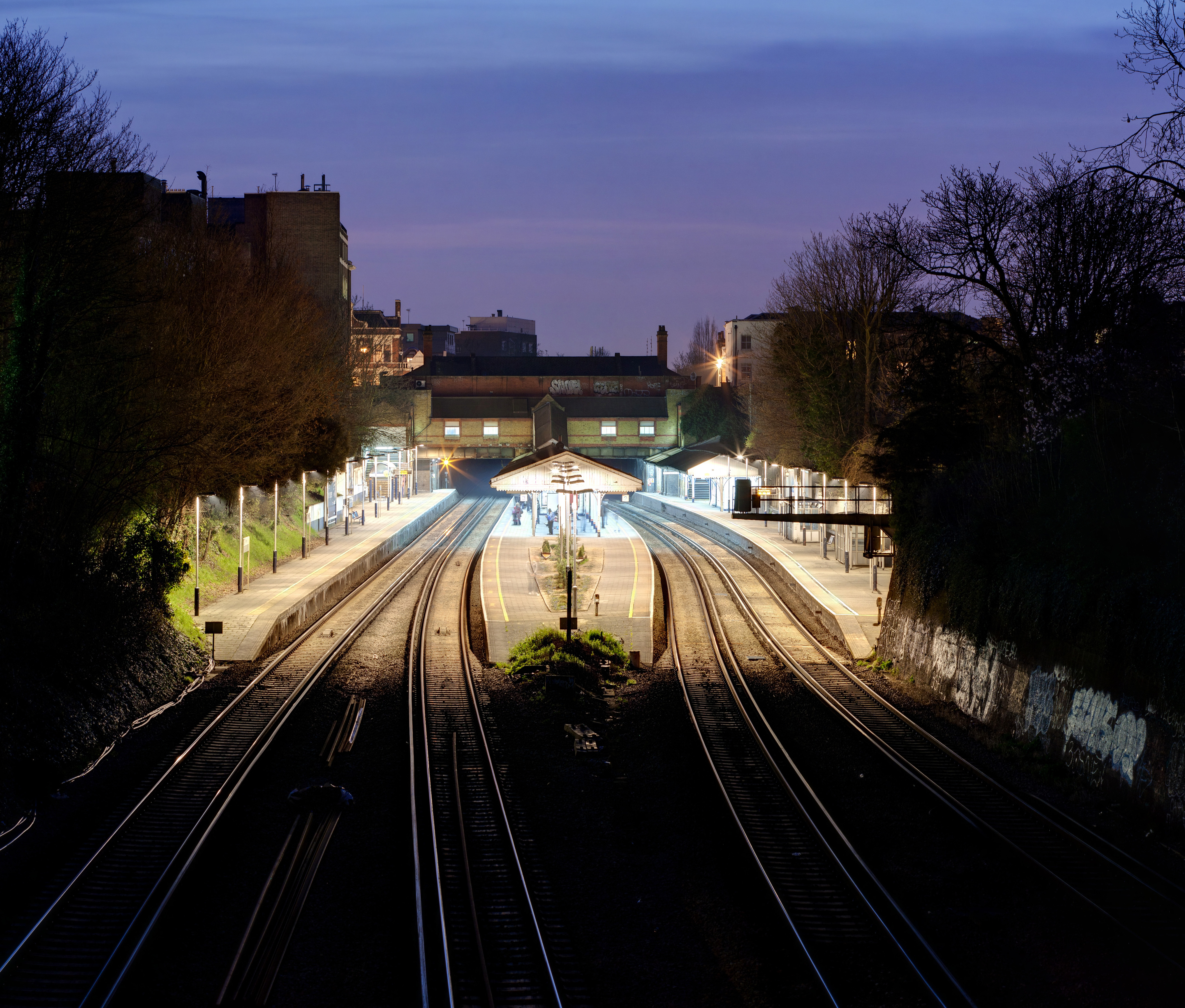
Bij schemering
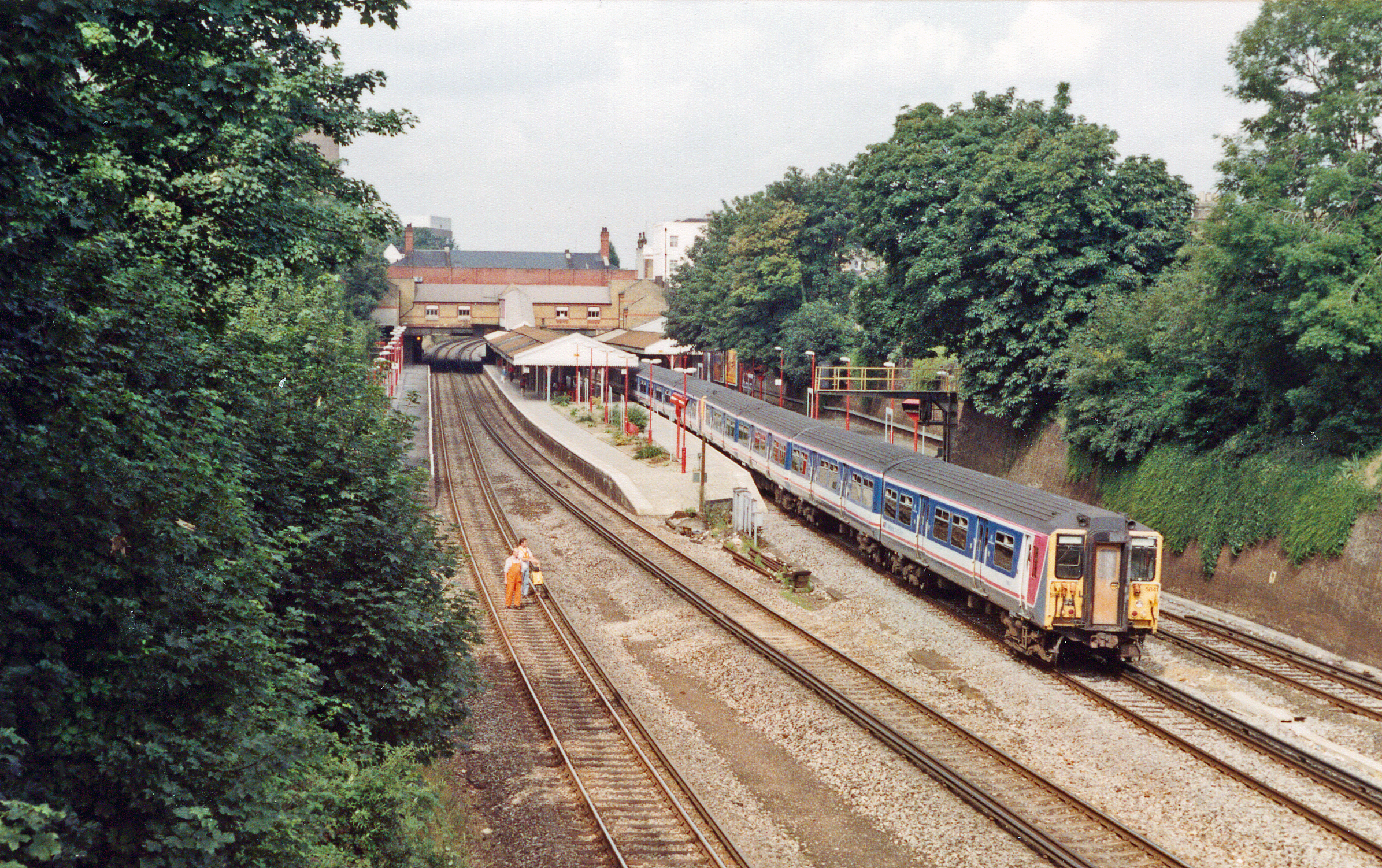
Overzicht, 1991